# Toine Lagro-Janssen
Antoinette (Toine) L. M. Lagro-Janssen (Elsloo, 30 juni 1948) is een Nederlandse arts en medisch deskundige op het gebied van vrouwengeneeskunde en vrouwspecifieke aandoeningen. Tot 5 juli 2013 was zij hoogleraar Vrouwenstudies Medische Wetenschappen aan het Radboudumc Nijmegen (Radboud universitair medisch centrum). Gedurende haar loopbaan onderzocht Em. prof. dr. Lagro-Janssen vrouwspecifieke aandoeningen, pionierde ze met belangrijke zorginnovaties op het gebied van seksueel en familiaal geweld, en zette zij zich in om de focus op gender te integreren in het medische onderwijs. Op 1 mei 2013 ging zij met pensioen als huisarts.
Haar belangrijkste onderzoeksgebieden zijn: gender in medisch onderwijs en professionele ontwikkeling, intiem partnergeweld en seksueel misbruik, bekkenbodemdisfuncties, reproductieve gezondheidsproblemen, en de loopbaan van vrouwelijke studenten/artsen en hun leiderschap.

## Academische carrière
Toine Lagro-Janssen ging naar de middelbare school op het St. Michiellyceum in Geleen, waar zij de opleiding gymnasium (B) volgde (1960-1966). Direct hierna begon zij aan de studie Geneeskunde aan de Katholieke Universiteit Nijmegen (later: Radboud Universiteit) (1966-1975). Tijdens haar studie liep zij twee jaar assistentschappen bij Sociale Geneeskunde en Seksuologie (1971-1973).
In 1975 deed Toine Lagro-Janssen artsexamen. Zij specialiseerde zich in huisartsengeneeskunde en begon haar medische carrière als verpleeghuisarts. Vanaf 1977 startte Lagro-Janssen als huisarts in een maatschap en kreeg ze een aanstelling bij de afdeling Huisartsgeneeskunde, Sociale Geneeskunde en Verpleeghuisgeneeskunde bij het Radboudumc. Ook werd ze regionaal coördinator van de Stichting Nascholing Huisartsen (SNH) in de regio Oost-Nederland. Van 1977 tot 2014 participeerde Lagro-Janssen vanuit haar praktijk, het latere Universitair Gezondheidscentrum Heyendael, in de CMR (Continue Morbiditeitsregistratie) en het Nijmeegse Monitoring Project van chronische ziekten.
In 1991 promoveerde Toine Lagro-Janssen aan de Katholieke Universiteit Nijmegen. De titel van haar proefschrift luidde: Urine-incontinentie bij vrouwen in de huisartsenpraktijk.
In 1996 werd Lagro-Janssen benoemd tot bijzonder hoogleraar Vrouwenstudies Medische Wetenschappen namens de Vereniging Nederlandse Vrouwelijke Artsen (VNVA). Haar leeropdracht was ‘Sekseverschillen in Ziekte en Gezondheid’.
In 2004 werd de leerstoel als profileringsleerstoel voortgezet als hoogleraar Vrouwenstudies Medische Wetenschappen van de afdeling Eerstelijnsgeneeskunde aan het Radboudumc Nijmegen. Zij vervulde deze positie tot haar emeritaat op 5 juli 2013. Hiernaast is Lagro-Janssen meer dan 36 jaar werkzaam geweest als huisarts. Op 1 mei 2013 ging ze, op 65-jarige leeftijd, met pensioen.

### Academische prestaties
Lagro-Janssen begeleidde in totaal 36 promoties. Radboudumc schonk haar de Radboudumc-predicaten Principal Lecturer Plus en Principal Investigator. Lagro-Janssen is oprichter van het kenniscentrum Sekse- en Diversiteit in het medisch onderwijs (2005), de NHG-kaderopleiding urogynaecologie (2008) en het CSG Gelderland Zuid en Midden (2012). Lagro-Janssen gaf en geeft congresbijdragen, voordrachten, lezingen en gastcolleges.

### Publicaties Artikelen en Boeken
Lagro-Janssen schreef meer dan 390 wetenschappelijke publicaties. Daarnaast is zij auteur bij 49 boeken. Haar belangrijkste boeken zijn: Lagro-Janssen A.L.M., Noordenbos G.,T. Sekse verschillen in ziekte en gezondheid (1997), Fauser B.C.J.M, Janssen A.L.M. Handboek Vrouwspecifieke geneeskunde (2013),Lagro-Janssen A.L.M., Teunissen T.A.M. Gendersensitieve huisartsgeneeskunde; een handboek voor de praktijk (2022) en Lagro-Janssen A.L.M., Teunissen T.A.M. Urogynaecologie, praktische huisartsgeneeskunde (2020).
'Lagro-Janssen A.L.M., Teunissen T.A.M. Gendersensitieve huisartsgeneeskunde; een handboek voor de praktijk. Houten: Bohn Stafleu van Loghum; 2021.' en 'Fauser BCJM, Lagro-Janssen ALM, Bos AME. Handboek Vrouwspecifieke Geneeskunde. Houten: Prelum uitgevers; 2013.'

### Nevenfuncties
| Jaartal    | Nevenfunctie                                                             |
| ---------- | ------------------------------------------------------------------------ |
| 2007-2012  | Lid Redactie Nederlands Tijdschrift voor Geneeskunde                     |
| 2007-2012  | Lid Bestuur Taborhuis Nijmegen                                           |
| 2005-2013  | Hoofd kenniscentrum Sekse en Diversiteit in het medisch onderwijs (SDMO) |
| 2008-2014  | Voorzitter NHG Expertgroep Urogynaecologie                               |
| 2012-2020  | Hoofd Centrum Seksueel en Familiaal Geweld Gelderland-Zuid en-Midden     |
| 2013-heden | Lid Vereniging Nederlands Tijdschrift voor Geneeskunde                   |
| 2020-heden | Lid Raad van Toezicht Stichting Centrum Seksueel Geweld                  |
|            | Voorzitter NHG werkgroep Vrouwen en Huisartsgeneeskunde                  |
|            | Raad van Toezicht Pharos                                                 |

### Onderscheidingen en Prijzen
| Jaartal     | Onderscheiding |
| ----------- | --- |
| 1986        | Jaarlijkse NHG-prijs voor het beste wetenschappelijk onderzoek (Heert Dokterprijs)                                                                              |
| 1992        | Corrie Hermannprijs (VNVA) op grond van wetenschappelijke verdiensten op het gebied van vrouw en gezondheid                                                     |
| 2001        | Lid WONCA kerncongrescommissie “Quality of Care”, Amsterdam 2004                                                                                                |
| 2003        | Voorzitter jubileumcongres VNVA: “Vrouwen en leiderschap in de geneeskunde”                                                                                     |
| 2005-2007   | Voorzitter Europees congres EGPRN 2007. Gender in general practice                                                                                              |
| 2006        | Docent van het jaar, Medische Faculteit UMC St Radboud, Nijmegen                                                                                                |
| 2006        | PAREL: Het ZonMw project Seksespecifieke zorg in de huisartspraktijk                                                                                            |
| 2007        | Koninklijke onderscheiding Officier in de orde van Oranje Nassau, vanwege profilering vrouw als patiënt en arts in het bijzonder in internationaal perspectief. |
| 2007        | Universitaire Onderwijsprijs 2007 docententeam ‘Seksespecifieke geneeskunde in het medisch onderwijscurriculum’, Radboud Universiteit Nijmegen                  |
| 2008        | Eretitel MedNet Toparts 2008, Specialisme Huisartsgeneeskunde, 08-01-2009                                                                                       |
| 2009        | Kaderhuisarts urogynaecologie. Ingeschreven CHBB 2009 |
| 2009        | 9e plaats Opzij Top 10 machtigste vrouwen, sector Gezondheidszorg                                                                                               |
| 2009        | Principal Lecturer Plus. UMC St Radboud |
| 2011        | Benoeming Erelid van VNVA |
| 2013 - 2015 | Principal Investigator (PI). Radboud Universiteit Nijmegen |
| 2013 - 2015 | Principal Lecturer Plus. Radboud Universiteit Nijmegen |
| 2013        | NHG-Speld als blijk van waardering voor inzet voor de huisartsenzorg en voor het NHG                                                                            |
| 2017        | Zilveren Waalbrugspeld gemeente Nijmegen |
| 2018        | Erelid NHG expertgroep urogynaecologie |

- International Standard Name Identifier: 0000 0003 9185 509X
- Library of Congress Control Number: n98081974
- Nederlandse Thesaurus van Auteursnamen: 069526567
- ORCID: 0000-0003-2339-3743
- Virtual International Authority File: 285788437
- WorldCat: E39PCjqD4cFCQGrt6wPrVbjf7b